# کرید ۲
کرید ۲ (انگلیسی: Creed II) یک فیلم ورزشی و درام آمریکایی به کارگردانی استیون کیپل جونیور با بازی مایکل بی. جردن و سیلوستر استالونه که در ۲۳ نوامبر ۲۰۱۸ اکران سینمایی شد. این فیلم دنباله کرید (۲۰۱۵) و هشتمین قسمت از مجموعه فیلم‌های راکی است. 
این فیلم عموماً نقدهای مثبتی از منتقدان دریافت کرد. بازی‌ها (به ویژه استالونه، جردن، و لاندگرن)، توسعه شخصیت و کارگردانی کپل را تحسین کرد، در حالی که به قابل پیش بینی بودن آن اشاره کرد. همچنین یک موفقیت تجاری بود و ۲۱۴ میلیون دلار در سرتاسر جهان فروخت.

## دنباله
- کرید ۳ [۵][۶] به کارگردانی جردن  در اولین کارگردانی خود، قرار است در ۳ مارس ۲۰۲۳ منتشر شود.

## داستان
داستان قسمت دوم این فیلم دربارهٔ مبارزه قهرمان سنگین‌وزن بوکس آدونیس کرید تحت سرپرستی و آموزش راکی بالبوآ با ویکتور دراگو، پسر ایوان دراگو (قاتل پدرش، آپولو کرید) است.

## بازیگران
- مایکل بی.جردن در نقش آدونیس کرید
- فلورین مونتینو در نقش ویکتور دراگو،
- سیلوستر استالونه در نقش راکی بالبوآ
- تسا تامپسون در نقش بیانکا
- دولف لاندگرن در نقش ایوان دراگو
- فیلیسیا رشاد در نقش مری ان کرید
- وود هریس در نقش تونی اورز
- آندره وارد در نقش دنی ویلر
- راسل هرنزبی در نقش بادی مارسل
- مایکل بافر
- ایواندر هالیفیلد

## فیلم‌برداری
تصویربرداری اصلی در مارس ۲۰۱۸ آغاز شد. فیلمبرداری در فیلادلفیا، پنسیلوانیا، در محله پورت ریچموند شهر، و در ۷ ژوئن ۲۰۱۸ به پایان رسید. برخی از صحنه‌ها در قلعه گری تاورز در دانشگاه آرکادیا در گلنساید، پنسیلوانیا فیلم‌برداری شدند.

## بازخوردها
- در جمع‌آوری نقد راتن تومیتوز، این فیلم بر اساس ۳۱۰ نقد، با میانگین امتیاز ۶.۹ از ۱۰، دارای ۸۳ درصد تاییدیه است.[۱۱]
- در متاکریتیک، فیلم دارای امتیاز میانگین وزنی است. از ۶۶ از ۱۰۰، بر اساس بررسی های ۴۵ منتقد، نشان دهنده "بررسی‌های مطلوب است.[۱۲]
- تماشاگران شرکت‌کننده در نظرسنجی سینماسکور به فیلم نمره متوسط «A» را در مقیاس A+ تا F دادند، همان نمره‌ای که نسخه قبلی آن به‌دست آورده بود، در حالی که پست‌ترک گزارش داد که تماشاگران فیلم ۸۷ درصد امتیاز مثبت و ۸۹ درصد «توصیه قطعی» به آن دادند.